# Болгов (хутор)
Болгов — хутор в Усть-Лабинском районе Краснодарского края России.
Входит в состав Братского сельского поселения.
На хуторе родился Герой Советского Союза Василий Ободовский.

## География
Хутор расположен на левом берегу Кубани, при впадении в неё притока Средний Зеленчук, в 5 км к западу от центра сельского поселения — хутора Братского.

### Улицы
| - пер. Ленинградский, - пер. Московский, - пер. Речной, - ул. Будённовская, - ул. Заречная, - ул. Колхозная, - ул. Красная, | - ул. Красноармейская, - ул. Кубанская, - ул. Ленина, - ул. Мира, - ул. Первомайская, - ул. Советская, - ул. Суворова. |

## Население
| 2002 | 2010  |
| ---- | ----- |
| 1834 | ↗1911 |

| 2002 | 2010  |
| ---- | ----- |
| 1834 | ↗1911 |